# Boekventer
Een boekventer of boekenkramer is een ambulante verkoper van boeken en ander drukwerk.
Historisch nam dit beroep verschillende vormen aan. Rondtrekkende marskramers verkochten prenten, almanakken, pamfletten, liederen en dagbladen. Gevestigde boekhandelaars zagen dit als ongewenste concurrentie en vroegen via hun gilden maatregelen. In de 19e eeuw stuurden uitgeverijen vertegenwoordigers of colporteurs op pad met intekenlijsten. Jos Goudwaard bracht op die manier bibliofiele uitgaven aan de man en publiceerde hierover de autobiografie Uit 't leven van een leurder (1915).

## Voetnoten
1. ↑  Piet Buijnsters, Jos Goudswaard (1870-1959), leurder en verzamelaar in: De Parelduiker, 2007, p. 28. Gearchiveerd op 22 april 2022.